# Дитковский, Марк Самойлович
Ма́рк Само́йлович Ди́тковский (9 декабря 1928, Москва — 11 марта 2011, там же) — советский кинорежиссёр и сценарист неигрового кино.

## Биография
Родился 9 декабря 1928 года в Москве. С 1944 по 1945 годы учился на курсах художников-мультипликаторов при киностудии «Союзмультфильм». После окончания проработал на ней около 5 лет.
 В 1953—1959 годах работал на Свердловской киностудии.
 С 1959 года — на киностудии «Моснаучфильм» («Центрнаучфильм»), где работал по 2005 год. Снял около ста научно-популярных и учебных фильмов.
Член Союза кинематографистов (Москва). Член Гильдии кинорежиссёров России.

## Фильмография
- 1969 — Основные законы наследственности
- 1970 — Хромосомная теория наследственности[3]
- 1971 — Солнце, жизнь и хлорофилл[3]
- 1973 — Наследственность и среда. Модификации[3]
- 1978 — Сибирское притяжение[4]
- 1979 — Задание академика Королёва[5]
- 1981 — Путешествия в точность[6]
- 1982 — Не останавливая мгновение[7]
- 1983 — Транспорт – черты будущего[8]
- 1985 — Склад для электронов[9]
- 1986 — Красители из СССР[10]
- 1993 — Воларе — это полёт
- 1995 — Магия Купера
- 1999 — Истинный дар (совм. с Людмилой Цветковой)
- 2000 — Где живут организмы
- 2000 — Геометрическая оптика
- 2000 — Основы кинематики
- 2009 — Удовольствие мыслить иначе[11][12]

## Премии и награды
- Международный фестиваль учебных фильмов (г. Брно, Чехословакия).

1969 год. «Золотая доска» за лучший фильм фестиваля: «Основные законы наследственности»
- Ломоносовская премия (г. Москва, СССР).

1971 год. Лауреат за фильмы: «Основные законы наследственности», «Хромосомная теория наследственности»
- Всесоюзный фестиваль научно-популярного кино (г. Талин, Армения).

1982 год. Диплом за лучший фильм фестиваля: «Путешествия в точность»
- Международный фестиваль «Техно фильм 84» (г. Прага, Чехословакия).

1984 год. Гран-при фестиваля: «Транспорт – черты будущего»
- Фестиваль рекламных фильмов социалистических стран (г. Варна, Болгария).

1987 год.  Золотая медаль за лучший фильм и лучшую режиссуру: «Красители из СССР»
- Международный фестиваль индустрии рекламных фильмов (г. Чикаго, США).

1987 год. Диплом «За художественное совершенство» фильма «Красители из СССР»
- 7 фестиваль российского кино (г. Париж, Франция).

1999 год. Продюсерская премия за фильм: «Истинный дар»